# Ghriba

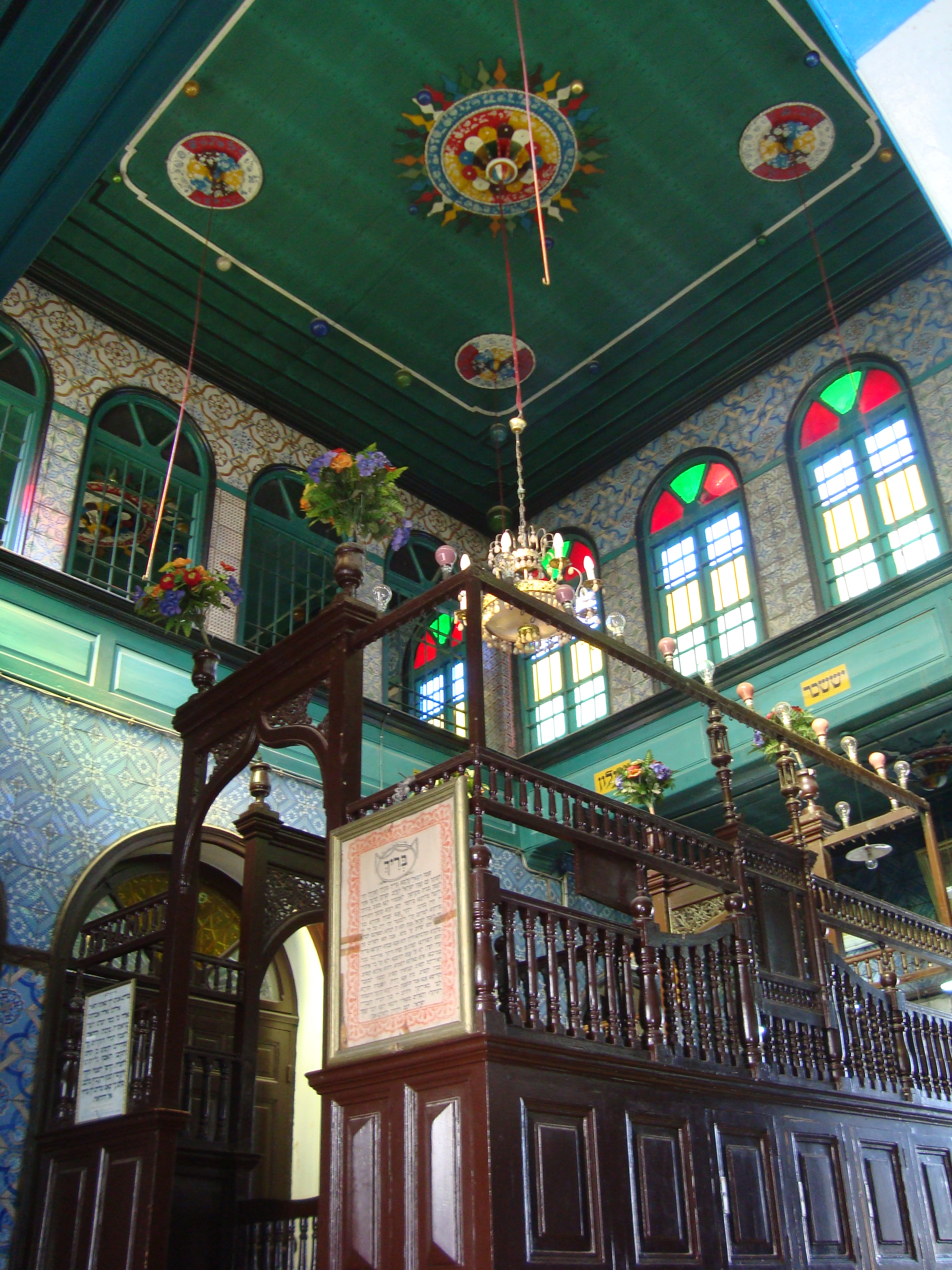
Interior da sinagoga de la Ghriba em Djerba, Tunísia

Ghriba é uma palavra árabe que significa "solitário" ou "estranho" (forasteiro), usada para designar diversas sinagogas do Norte de África. Como a sua etimologia indica, são edifícios isolados no campo, fora das povoações, e que são objeto de peregrinação.
Tradicionalmente falava-se na existência de sete ghribas: duas nos montes Nafuça, Líbia, em M'anin e em Disirt, onde viviam judeus trogloditas; duas na Argélia, em Biskra e em Bône (Annaba); e três na Tunísia, em El Kef, Ariana e em Djerba. Esta última tem reputação de ser a mais antiga, é a mais conhecida e todos os anos, durante o Lag Ba'omer, acolhe milhares de peregrinos vindos quase todos do estrangeiro.